# Cachi (localidad)

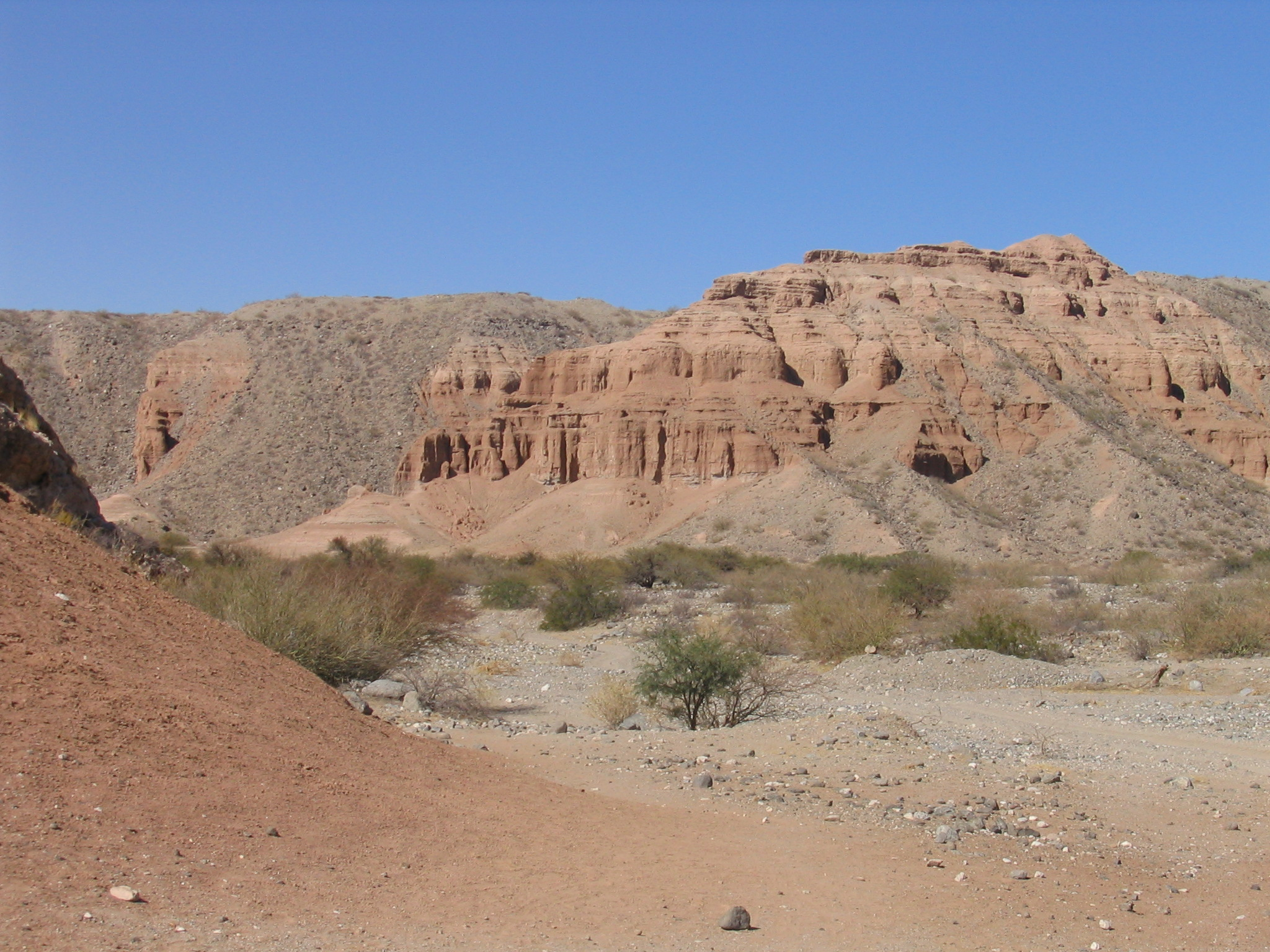
Paisaje de la localidad.

Cachi es una pequeña localidad cabecera del departamento homónimo, ubicada dentro de los Valles Calchaquíes en la provincia de Salta, norte de la República Argentina.
El 18 de febrero de 1975 áreas del pueblo de Cachi fueron declaradas como Lugar Histórico Nacional por Decreto 370 del Poder Ejecutivo de la Nación.

## Toponimia
Aunque está muy divulgada la supuesta etimología quechua kachi con el significado de sal ya que "la nieve de este cerro recordaría al color de la sal", es más probable la etimología cacán: kak (piedra) - chi (silencio): piedra del silencio, e incluso la etimología cunza: kacktchi con el significado de "agradable" (por el clima del cual goza la población).[cita requerida]

## Ubicación
Cachi se encuentra en el sector norte de los Valles Calchaquíes, al pie del Nevado de Cachi que la flanquea por el oeste y a orillas del cristalino río Calchaquí. Su altitud es de 2531 m s. n. m.
La atraviesa la célebre RN 40 que la une con otras atractivas poblaciones (San Antonio de los Cobres, Cafayate, La Poma, Tolombón, Santa María etc.).

## Población
Cuenta con 2,616 habitantes (Indec, 2010), lo que representa un incremento del 19,5% frente a los 2,189 habitantes (Indec, 2001) del censo anterior.
| Gráfica de evolución demográfica de Cachi entre 1991 y 2010 |
|                                                             |
| Fuente: censos nacionales del INDEC                         |

La dinámica demográfica es importante: dos factores explican este incremento: la natalidad y el establecimiento de nuevos pobladores procedentes principalmente de las ciudades de Salta, San Miguel de Tucumán y Buenos Aires.[cita requerida]

## Turismo
La población se halla rodeada de imponentes montañas de más de 5.000 metros de altitud, muchas de ellas nevadas. Estas cumbres son ideales para el montañismo por lo que se convierten en una gran atracción turística para el senderismo. En cuanto al clima de Cachi, este es muy ameno ya que merced a la altitud la temperatura es más fresca de lo que la latitud haría prejuzgar. A esto se suma la presencia de un cielo casi siempre extremadamente puro. La arquitectura de la pequeña ciudad es principalmente de estilo colonial español con casas de adobe pintadas de blanco y establecidas sobre basamentos de rocas, teniendo las ventanas antiguas rejas de hierro forjado.
En torno a la plaza Central se encuentra la iglesia de Cachi, comenzada a edificar en el siglo XVI, aunque su aspecto exterior (neogótico) data del siglo XIX, en su interior gran parte de los elementos (vigas, altar, confesionarios) están realizados con la porosa madera del cardón. Esta iglesia ha sido declarada Monumento Histórico Nacional. También frente a la plaza tiene su acceso principal el Museo Arqueológico Pío Pablo Díaz que cuenta ya con más de 5.000 piezas (en gran parte cerámicas) que son testimonio de un período de 10 000 años. La parte principal corresponde al lapso que va del 800 a. C. al 1600 d. C.
Unos 10 kilómetros al sursudoeste de Cachi se encuentra un importante conjunto de ruinas llamado Puerta de La Paya el cual es considerado el antiguo emplazamiento prehispánico de la ciudad de Chicoana que luego, en el siglo XVII fue trasladada a su emplazamiento hispánico y actual.

## Vecinos destacados
- Manuel Antonio Acevedo (1770 - 1825), primer cura párroco de Cachi y miembro del Congreso de Tucumán;
- Eustoquio Frías (1801 – 1891), militar que participó en la campaña del Perú, en la guerra del Brasil y en las guerras civiles;
- Victorino de la Plaza (1840 - 1919), abogado, economista y presidente de la Nación Argentina;
- Pedro José Frías (1854 - 1909), médico y gobernador de la provincia de Salta.

## Geografía
CLIMA
| Parámetros climáticos promedio de Cachi, Argentina    | Parámetros climáticos promedio de Cachi, Argentina | Parámetros climáticos promedio de Cachi, Argentina | Parámetros climáticos promedio de Cachi, Argentina | Parámetros climáticos promedio de Cachi, Argentina | Parámetros climáticos promedio de Cachi, Argentina | Parámetros climáticos promedio de Cachi, Argentina | Parámetros climáticos promedio de Cachi, Argentina | Parámetros climáticos promedio de Cachi, Argentina | Parámetros climáticos promedio de Cachi, Argentina | Parámetros climáticos promedio de Cachi, Argentina | Parámetros climáticos promedio de Cachi, Argentina | Parámetros climáticos promedio de Cachi, Argentina | Parámetros climáticos promedio de Cachi, Argentina |
| Mes                                                   | Ene.                                               | Feb.                                               | Mar.                                               | Abr.                                               | May.                                               | Jun.                                               | Jul.                                               | Ago.                                               | Sep.                                               | Oct.                                               | Nov.                                               | Dic.                                               | Anual                                              |
| ----------------------------------------------------- | -------------------------------------------------- | -------------------------------------------------- | -------------------------------------------------- | -------------------------------------------------- | -------------------------------------------------- | -------------------------------------------------- | -------------------------------------------------- | -------------------------------------------------- | -------------------------------------------------- | -------------------------------------------------- | -------------------------------------------------- | -------------------------------------------------- | -------------------------------------------------- |
| Temp. máx. abs. (°C)                                  | 33.8                                               | 34.0                                               | 33.8                                               | 32.8                                               | 31.2                                               | 28.8                                               | 29.5                                               | 31.0                                               | 32.2                                               | 34.1                                               | 34.0                                               | 34.9                                               | 34.9                                               |
| Temp. máx. media (°C)                                 | 26.2                                               | 25.7                                               | 25.7                                               | 24.1                                               | 22.6                                               | 21.2                                               | 20.8                                               | 22.1                                               | 23.3                                               | 25.9                                               | 27.0                                               | 27.1                                               | 24.4                                               |
| Temp. media (°C)                                      | 19.0                                               | 18.3                                               | 17.7                                               | 14.5                                               | 11.7                                               | 10.2                                               | 10.0                                               | 11.4                                               | 12.7                                               | 15.8                                               | 17.8                                               | 18.9                                               | 14.8                                               |
| Temp. mín. media (°C)                                 | 11.8                                               | 11.0                                               | 9.7                                                | 5.0                                                | 0.8                                                | -0.7                                               | -0.8                                               | 0.8                                                | 2.2                                                | 5.7                                                | 8.7                                                | 10.8                                               | 5.4                                                |
| Temp. mín. abs. (°C)                                  | 5.0                                                | 4.4                                                | 0.2                                                | -4.0                                               | -7.1                                               | -10.1                                              | -10.6                                              | -10.5                                              | -8.6                                               | -5.2                                               | -0.7                                               | 1.8                                                | -10.6                                              |
| Precipitación total (mm)                              | 67.1                                               | 34.5                                               | 14.5                                               | 2.3                                                | 0.0                                                | 1.3                                                | 0.1                                                | 0.5                                                | 0.4                                                | 2.9                                                | 3.3                                                | 28.4                                               | 155.2                                              |
| Humedad relativa (%)                                  | 62                                                 | 62                                                 | 61                                                 | 55                                                 | 44                                                 | 36                                                 | 35                                                 | 39                                                 | 41                                                 | 46                                                 | 50                                                 | 55                                                 | 49                                                 |
| Fuente: Instituto Nacional de Tecnología Agropecuaria |                                                    |                                                    |                                                    |                                                    |                                                    |                                                    |                                                    |                                                    |                                                    |                                                    |                                                    |                                                    |                                                    |

### Sismicidad
La sismicidad del área de Salta es frecuente y de intensidad baja, y un silencio sísmico de terremotos medios a graves cada 40 años.
- Sismo de 1930: aunque dicha actividad geológica catastrófica, ocurre desde épocas prehistóricas, el terremoto del 24 de diciembre de 1930 (94 años),[4] señaló un hito importante dentro de la historia de eventos sísmicos jujeños, con una magnitud de 6,4. Pero nada cambió extremando cuidados o restringiendo códigos de construcción.[3]
- Sismo de 1948: el 25 de agosto de 1948 (76 años) con 7,0 de magnitud, el cual destruyó edificaciones y abrió numerosas grietas en inmensas zonas.[4][3]
- Sismo de 2010: el 27 de febrero de 2010 (15 años) con magnitud 6,1.

## Galería

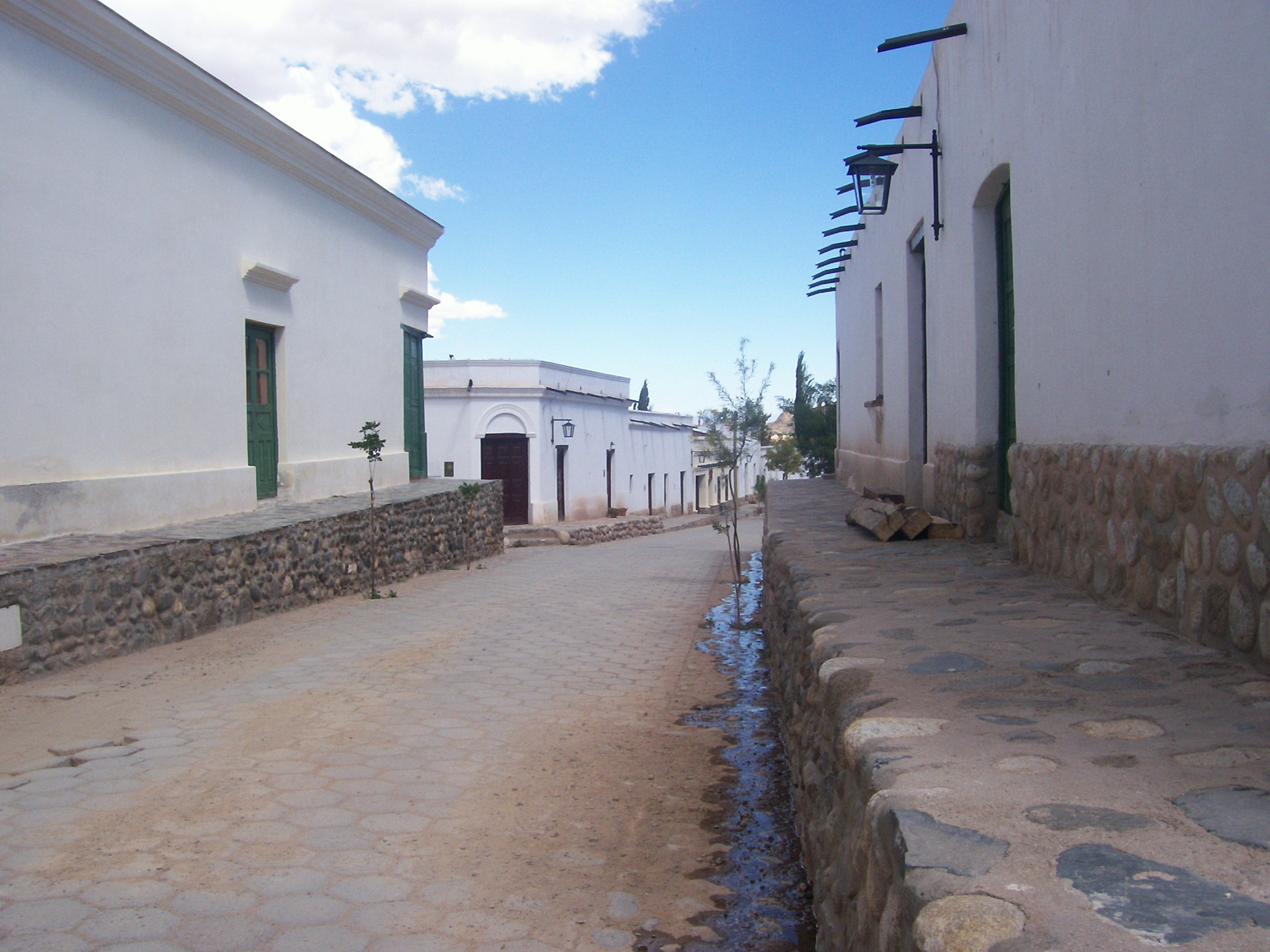
Calle
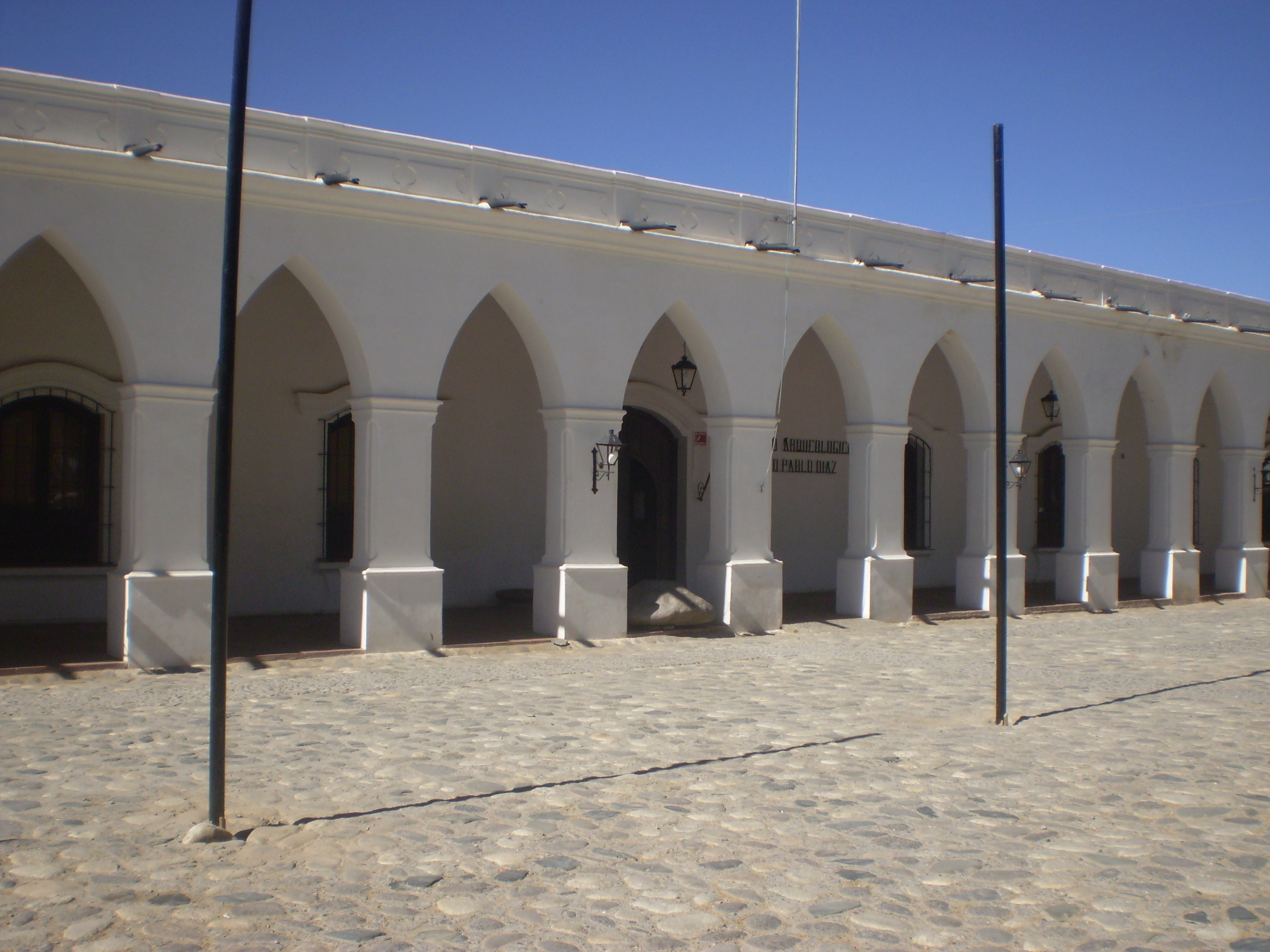
Fachada del museo
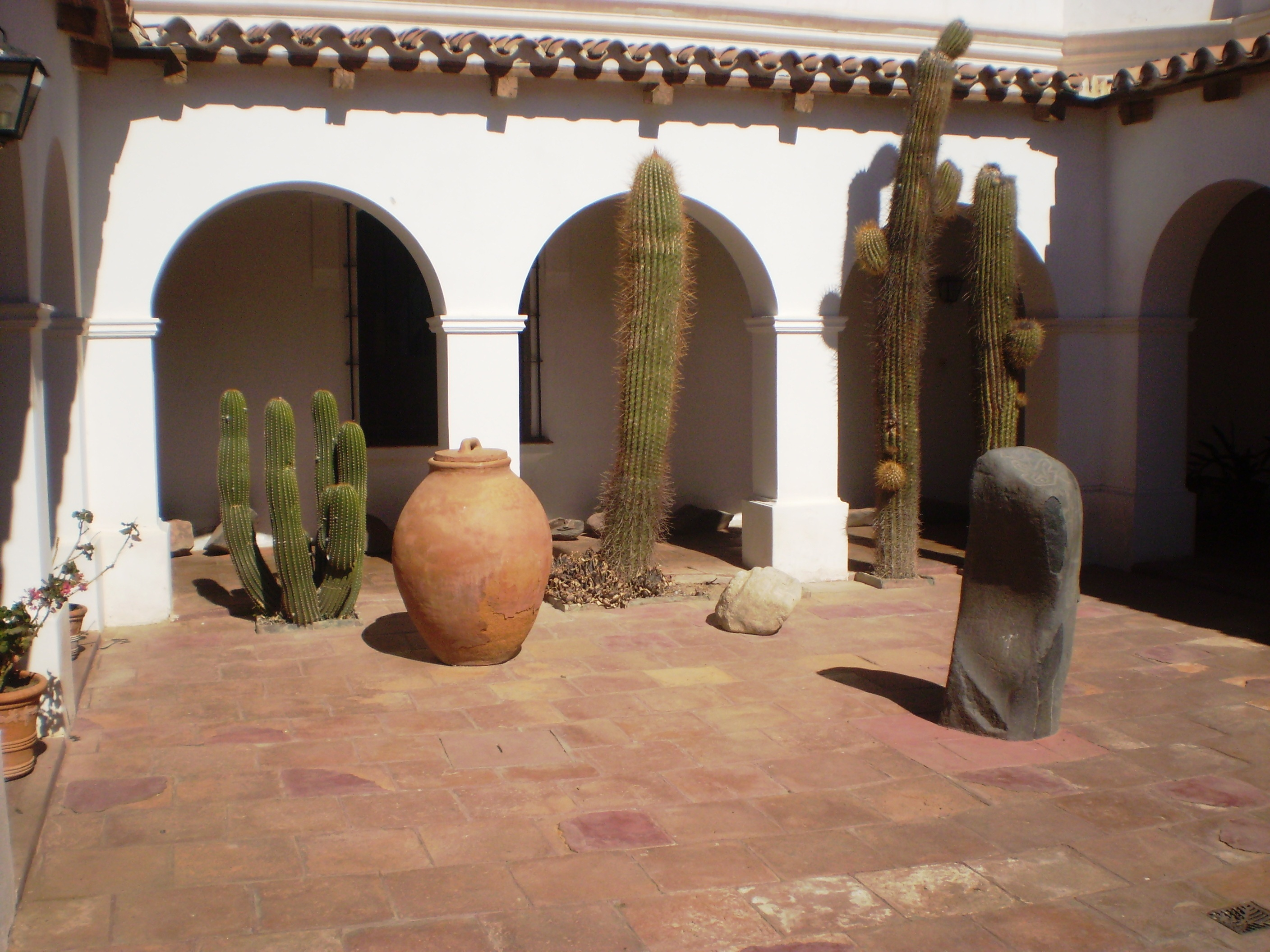
Interior del museo
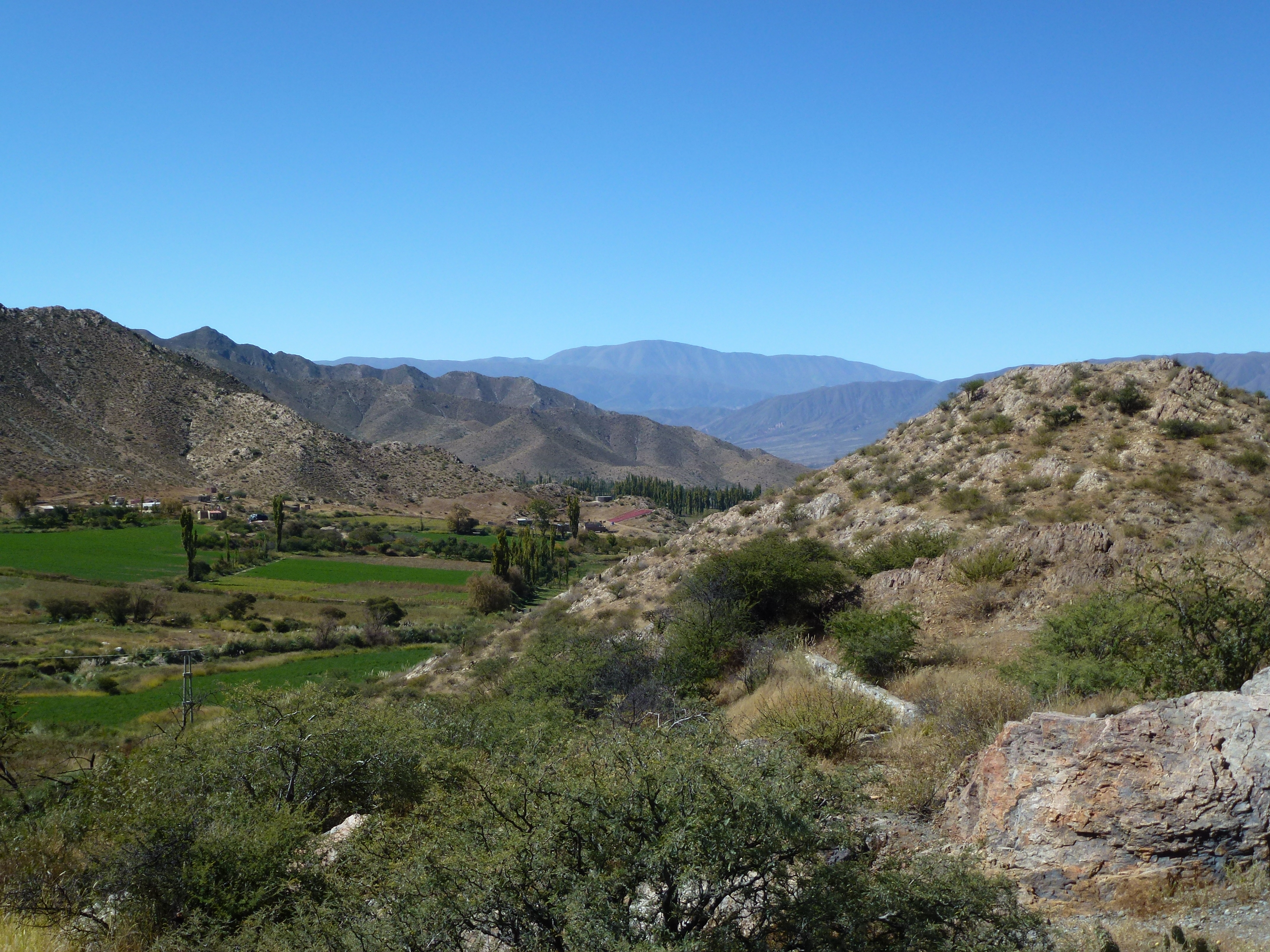
Cachi
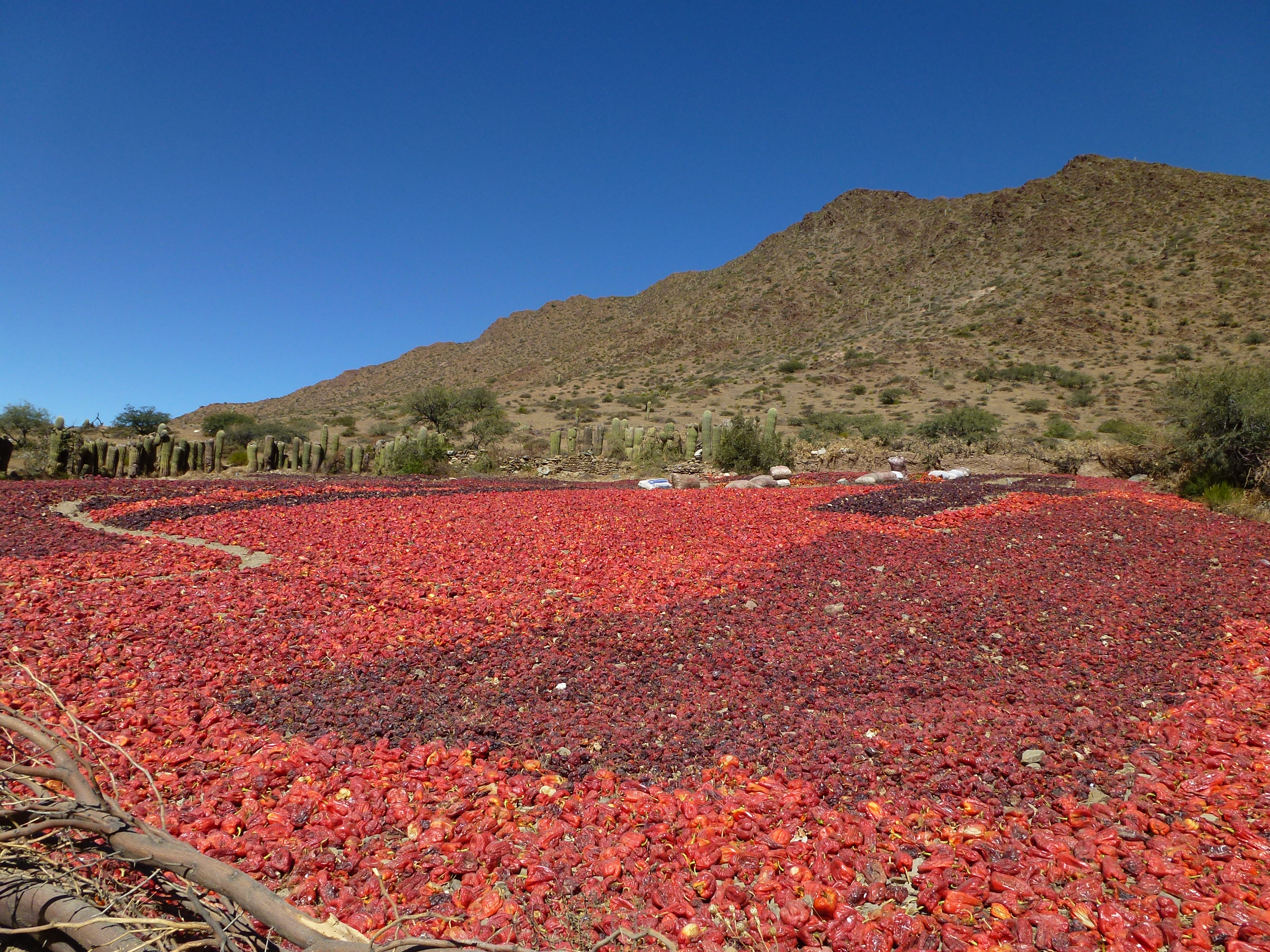
Pimientos secándose al sol en Cachi (entre los meses de marzo y mayo)
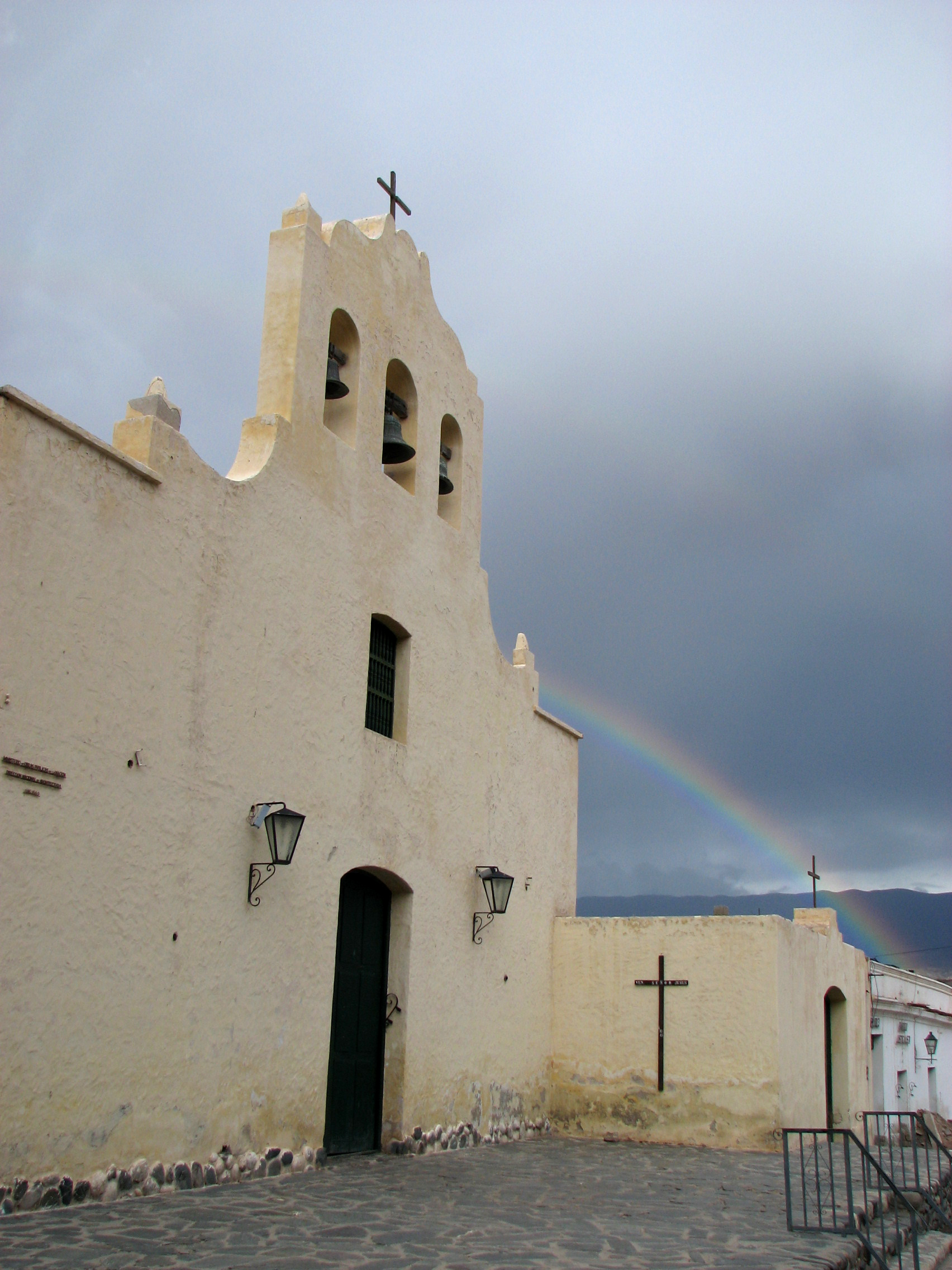
Iglesia
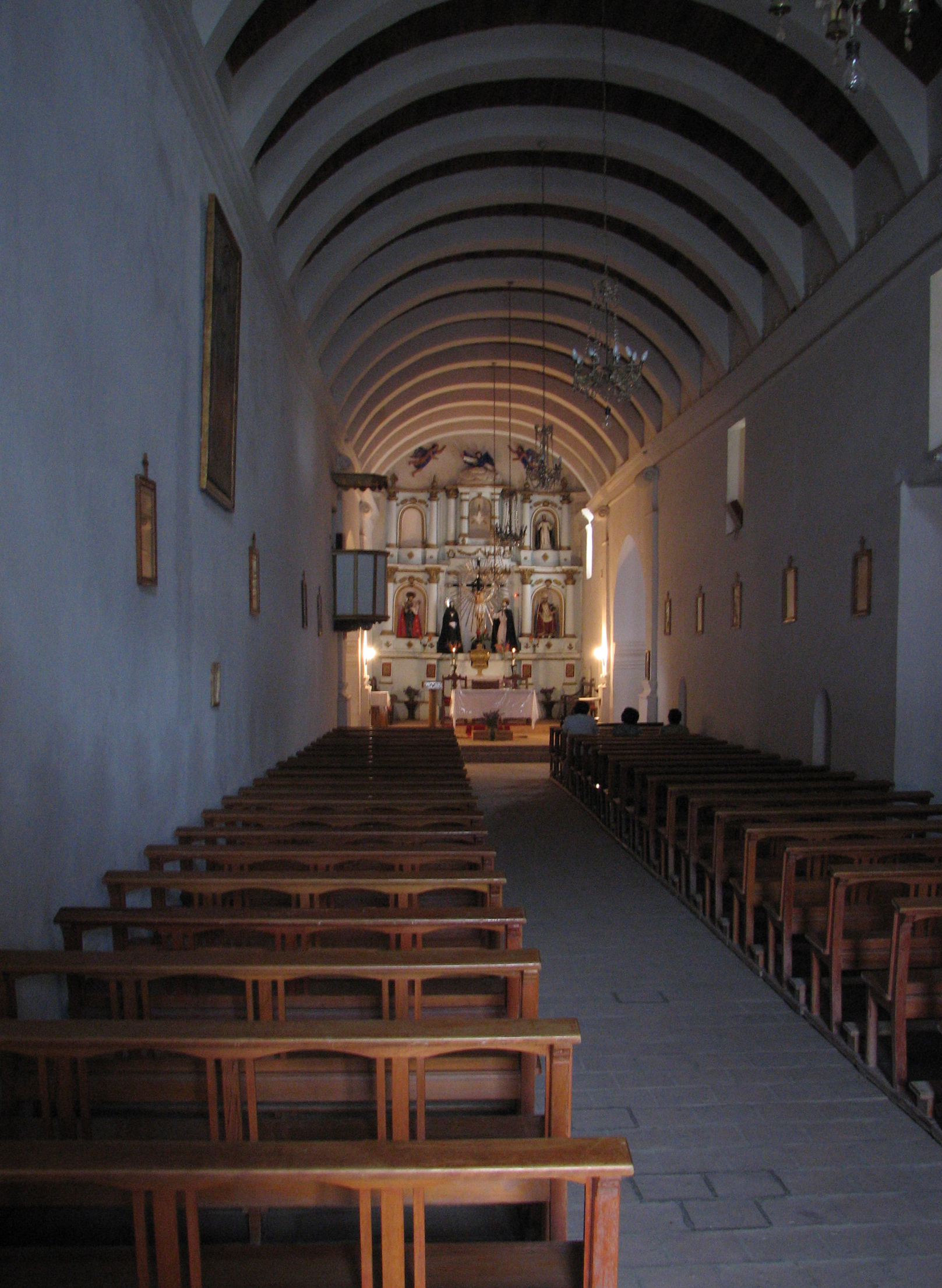
Interior de la iglesia
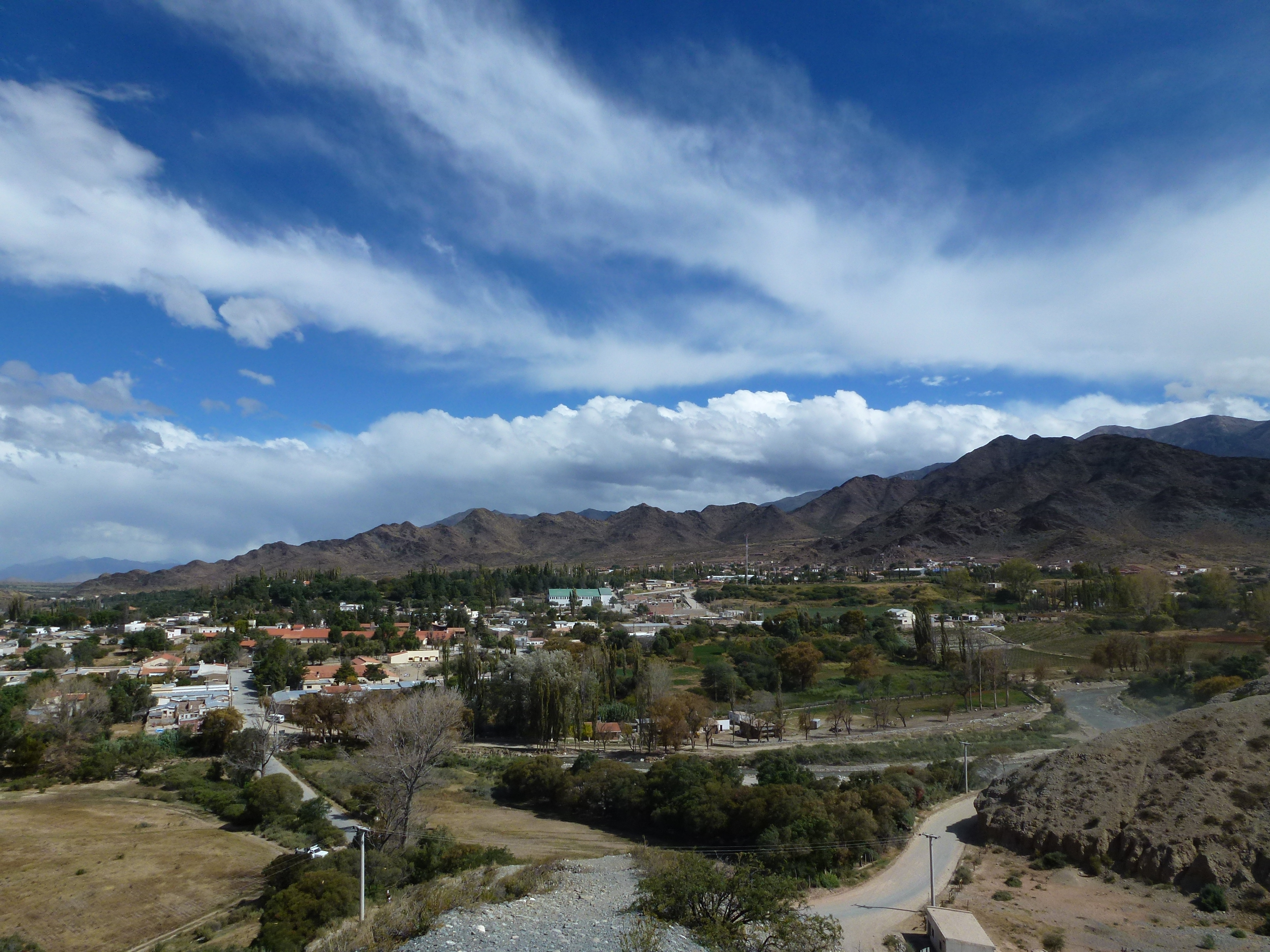
Mirador de Cachi
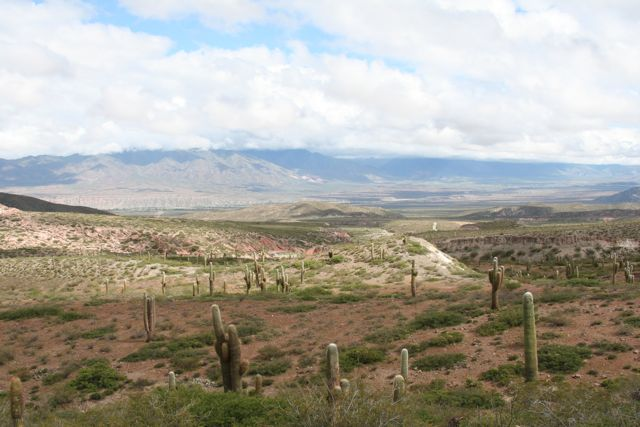
Ruta provincial 33, camino a Cachi
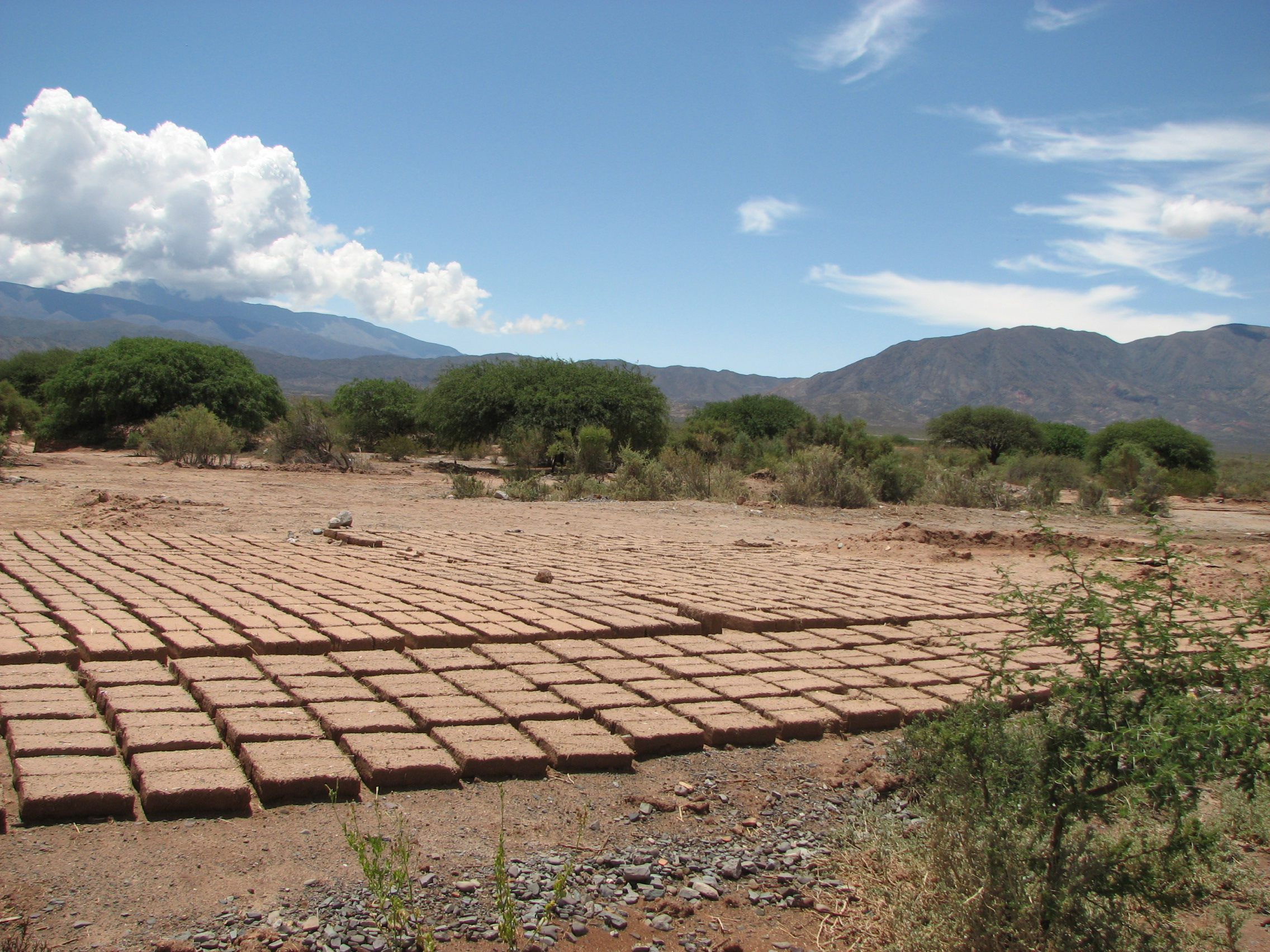
Adobes secándose al sol, de uso en la construcción
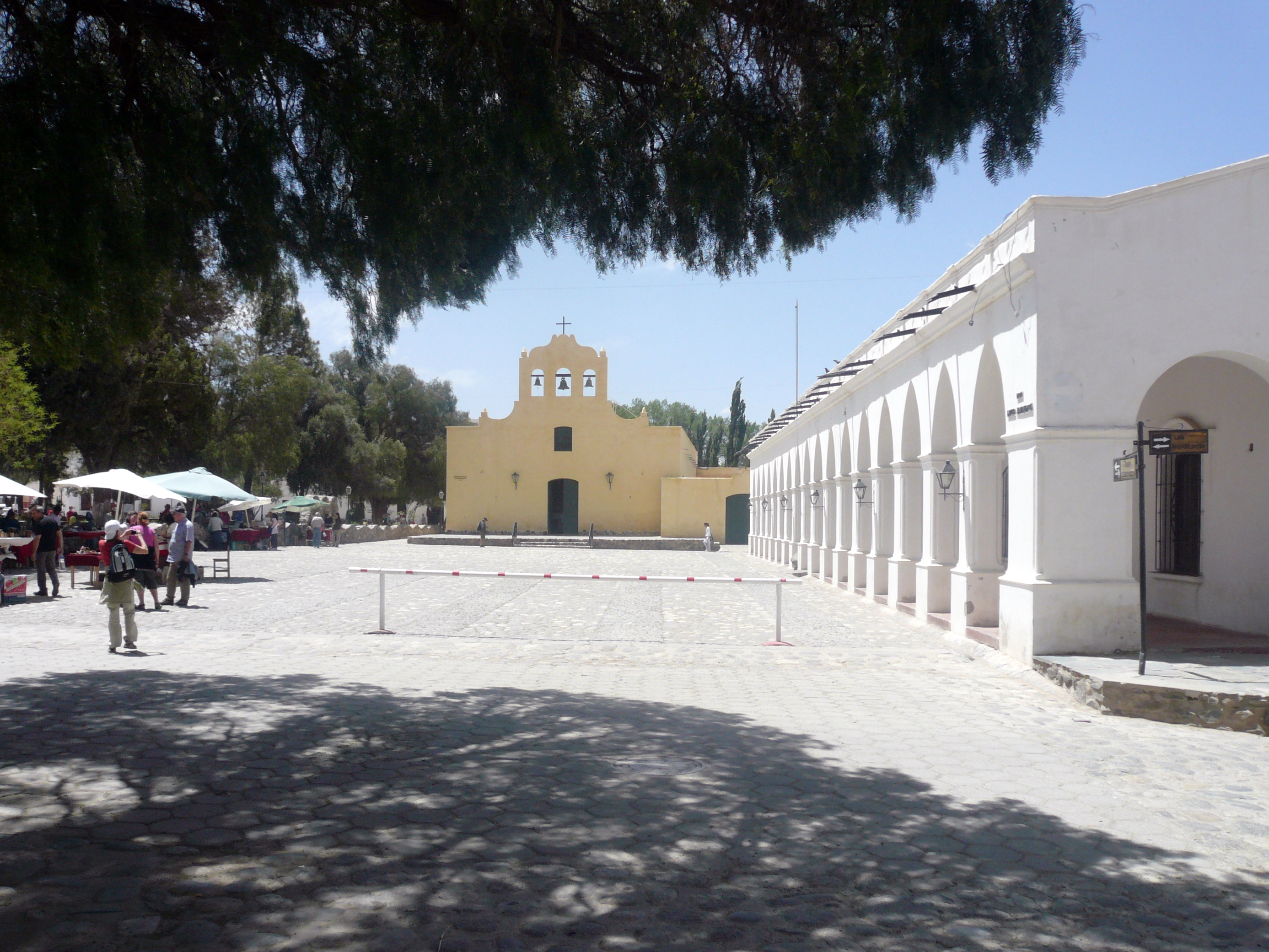
Iglesia San Jose de Cachi
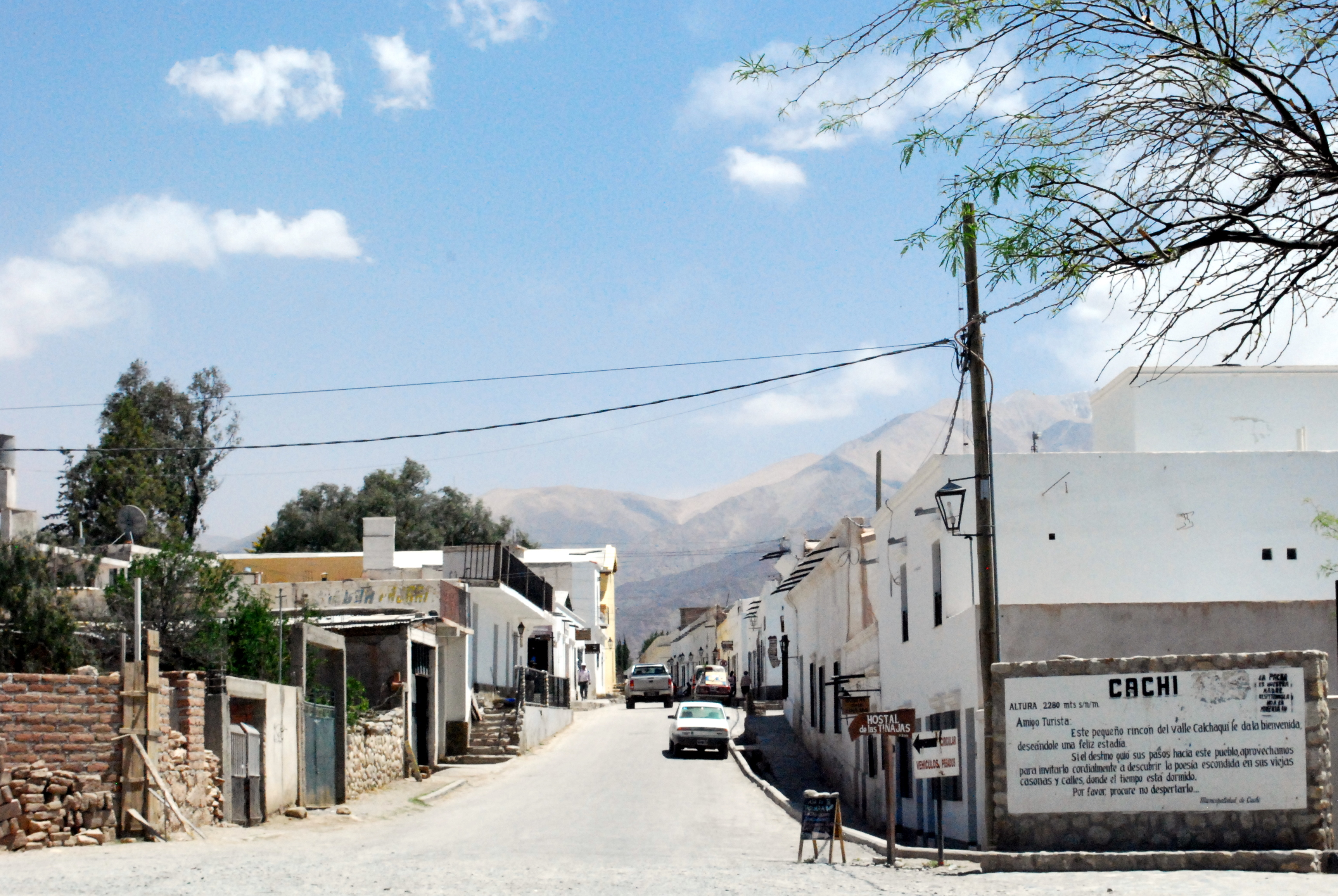
Entrada a la ciudad
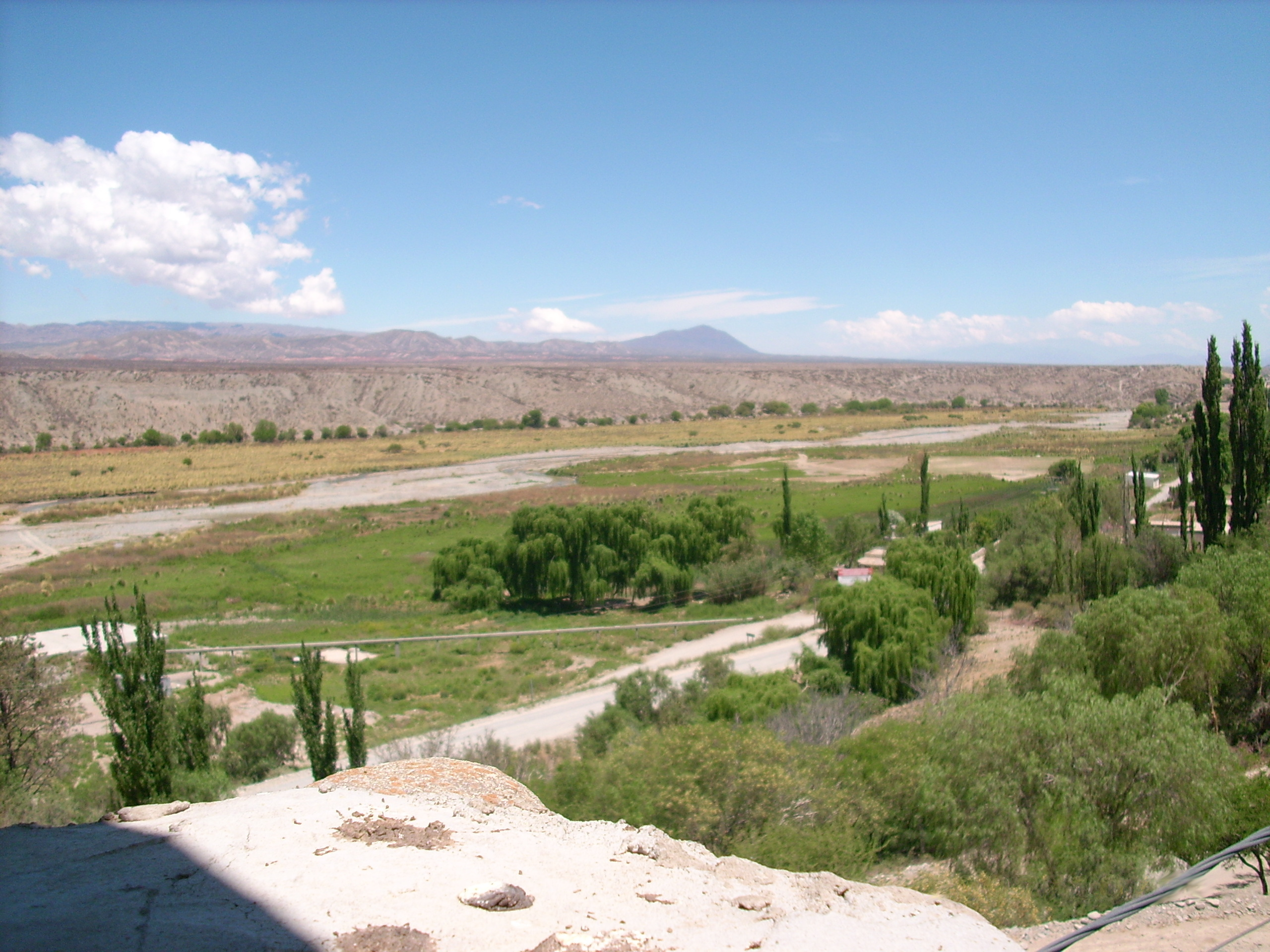
Vista del Río Calchaquí